# 拉希德·涅泽梅迪诺夫
拉希德·涅泽梅迪诺夫（羅馬化：Räşit Hibät ulı Näcmetdinov，1912年12月15日—1974年6月3日），苏联国际象棋棋手、国际象棋作家，同时也是一位国际跳棋棋手。
涅泽梅迪诺夫曾创纪录地五次夺得俄罗斯国际象棋锦标赛冠军。1954年，他被国际棋联授予国际大师称号。